# 十年…你還好嗎？
《十年…你还好吗？》（英語：If Only I Could），新加坡新傳媒私人有限公司跨年代電視劇，亦是新传媒第四部穿越剧，由瑞恩、蔡琦慧、陳邦鋆及黃俊雄領銜主演，監製為張龍敏。

## 播出时间

### 首播
| 頻道        | 所在地   | 播放日期      | 首播時間                 |
| ----------- | -------- | ------------- | ------------------------ |
| 新傳媒8頻道 | 新加坡   | 2016年5月31日 | 星期一至五 21:00 - 22:00 |
| ntv7        | 马来西亚 | 2016年8月16日 | 星期一至四 21:30 - 22:30 |

### 重播
| 頻道        | 国家   | 播出日期     | 重播時間                 |
| ----------- | ------ | ------------ | ------------------------ |
| 新傳媒8頻道 | 新加坡 | 2016年6月1日 | 星期一至五 08:00 - 09:00 |

## 故事概要
故事讲述中学同学陈珍好（瑞恩饰）和霍希文（蔡琦慧饰）各自面临婚姻问题。陈珍好与丈夫何大先（陈邦鋆饰）感情不错，但跟家婆李秀美和大先的妹妹何小琪不睦，常被家婆说是扫把星，处处被她为难。当初珍好会和大先结婚，是为了不要当老姑婆，于是匆忙嫁给大先。珍好与大先的儿子梓俊患有过动症，常在学校闯祸，令珍好头痛不已，也因此常被小琪骂是个怪胎。珍好为保护孩子而常常与她们争吵，大先夹在三人之间十分为难，因此每次都要珍好包容她们，导致两人感情越来越差。大先的收入只够维持家里的开销，但他是个烂好人，常常把家里的钱拿去借给损友和有需要的亲戚。珍好的姐姐珍珠也面临婚姻问题，珍好为了帮姐姐还房租，决定把自己的戒指拿去当掉，不料大先抢先一步，先把珍好的戒指拿去当掉，拿去订货做小生意。珍好为了帮姐姐还房租，把在电梯里捡到的钱包拿去用，结果被闭路电视拍到，面临坐牢的危机，她最后更被诊断患上第三期恶性乳癌。珍好承受了巨大的压力，于是毅然选择离开家庭。
霍希文与老公黄德刚（黃俊雄饰）的婚姻不被父母看好，两人当初不顾希文父母的反对坚持结婚，令希文的母亲中风，最终逝世。多年来希文的父亲都把母亲的死归咎于两人，就连当初希文母亲逝世时他也不让希文见她最后一面，因此希文和父亲的关系越来越僵。十年前，德刚和希文在经过重重的困难之后，终于拥有属于自己的生意，但是他们却失去了第一个孩子。十年后，他们的生意越做越大，但是德刚婚后多次出轨，和不同的女人发生关系，令希文心灰意冷，把希望寄托在未出世的孩子。岂料天意弄人，希文被仇人Andy推下斜坡，怀胎九个月的胎儿胎死腹中。德刚为顾全自己的利益而与希文的父亲作对，把希文的父亲逼到走投无路，害他的公司出现金钱状况，银行发出最后的通告，警告希文的父亲还清债务，否则洁雅贸易将清盘。希文得知后想帮助父亲，但他不肯接受，结果公司倒闭，希文的父亲最终服毒自杀。希文得知是德刚间接导致父亲自杀，令她对德刚彻底死心。她后悔当初不听父母的劝告，嫁给德刚，结果落得现在如此落魄的下场，搞到家破人亡。
珍好在某个隧道里遇见了昔日好友希文，她们没有想到会再次遇见彼此，因为他们当年因为林森而翻脸，当时珍好暗恋林森，但是林森却暗恋希文。两人开始怀念当年念书的日子，而且两人还同样经历一段不美满的婚姻。她们希望能够时光倒流，改变自己的命运。两个对生活心灰意冷的女人踏入时光隧道，从2016年穿越回去2006年！回到十年前的她们，决定重新来过。有了生命的“第二次机会”后，她们下定决心不再犯下同样的错误。
可惜天意弄人，两人重蹈覆辙。为了梓俊，珍好执意回去2016年，但经过希文苦劝后，珍好决定和大先重新开始。珍好努力讨好秀美，终于让秀美对自己改观，可是这一次大先却不想和珍好扯上任何关系。珍好好不容易才让大先接受自己，但是因为秀美烂赌而欠大耳窿钱，珍好为了帮她而报警，导致大耳窿的兄弟被抓，大耳窿去找秀美算账，导致秀美坠楼身亡。小琪认定珍好害死母亲，不肯原谅珍好，令大先和珍好分手。希文为免悲剧重演，为了父母，她决定不再理会德刚，想要与他划清界限，但德刚却没有放弃。虽然德刚一心一意地对待希文，但希文担心如果以后德刚会改变，那她就会失去改写历史的机会，因此一次又一次地拒绝和伤害他。德刚依然不断地守护希文，甚至还为她挡了一刀，令她决定再给德刚一次机会。两人终于得到父母亲的认同，步入了教堂。
珍好和希文不知道，其实大先也是从2016年穿越回到2006年。穿越回去的大先，因知道自己无法给珍好幸福，于是选择不接受珍好，故意冷漠地对待她，但他始终忍不住，最终接受了珍好。之后，秀美坠楼身亡，大先认定是因为自己中了马票所付出的代价，再加上认为自己不能给她幸福，所以才忍痛和珍好分手。珍好失去了一切，还在与大先分手当天，因喝醉而意外与林森发生了关系。珍好开始后悔回到2006年，留下了遗书给大先和希文后，打算自杀。希文和大先得知后，赶去救珍好。但发生了一场意外，两人虽然成功救下了珍好，但也导致了大先和希文受伤。而希文始终逃不过命运的安排，在意外中流产，失去了腹中的胎儿。希文把发生在她身上的不幸归咎于珍好，两人也因此反目成仇。
林森为了对珍好负责，给了珍好一笔钱，珍好原本拒绝，但后来为了帮大先做网卖生意，她接受了这笔钱。珍好知道自己不肯能和大先在一起，于是选择撮合大先和惠玲。但惠玲发现两人还是很在乎对方，于是选择退出，并鼓励大先和珍好破镜重圆。希文虽然和德刚结婚，可惜天意弄人，希文开始察觉德刚与好友刘凯芹有暧昧。希文的母亲发现德刚出轨，在质问他时病危。德刚和凯芹在希文的母亲危急时，不但没有给予施救，还转身离去，令希文的母亲逝世，希文在得知真相后，不肯原谅德刚，激愤与德刚离婚。
珍好和希文为扭转乾坤，再度进入时光隧道，没想到却回到了2016年，她们的人生更糟糕。这次，她们该如何是好？珍好和希文能否再次扭转她们自己的命运，得到幸福呢？

## 演员阵容

### 主要演员
| 演员   | 角色   | 介绍 |
| 瑞恩   | 陈珍好 | 女神、女神经病 - Auntie (2016年) - 洁雅贸易旗下员工 (2006年) - 珍珍甜品店帮手 (2016年) - 何大先之妻 - 何梓俊之母 - 何小琪之大嫂 - 霍希文之下属兼好友，后反目，后和好 - 于第1集发现自己患有乳癌 (2016年) - 于第3集与霍希文穿越时空，回到2006年 - 于第4集阻止陈珍珠走楼梯以免其变瘸脚 (2006年) - 于第5集因得知李秀美会被打劫而去救她，结果导致自己被流氓围攻 (2006年) - 于第6集被何大先解救 (2006年) - 于第9集开始怀疑何大先也是从2016年穿越回来2006年 - 于第12集和何大先分手 (2006年) - 于第13集打算自杀 (2006年) - 于第15集被Ivan袭击，后被何大先所救 (2006年) - 于第18集与霍希文、何大先穿越时空，回到2016年 - 于第19集和何大先复合 (2016年) - 于第20集无法阻止霍希文穿越时空回到2006年，悬念结局                         |
| 蔡琦慧 | 霍希文 | - Zee & Zee副总经理 (2016年) - 洁雅贸易旗下员工 (2006年) - 霍志永、曾婉洁之女 - 黄德刚之妻子、後離婚 (2016年) - 陈珍好之好友，后反目，后和好 - 刘凯芹之好友 - 于第3集被Andy推倒滚下斜坡，导致流产 - 于第3集与陈珍好穿越时空，回到2006年 - 于第4集和黄德刚分手 (2006年) - 于第5集因得知Sunnie Trading提供的原料有问题，和黄德刚去偷原料化验 (2006年) - 于第6集因告发Sunnie Trading而被人泼馊水，后被德刚所救 (2006年) - 于第12集怀孕 (2006年) - 于第13集和黄德刚结婚，但为了救陈珍好与何大先发生交通意外而流产 (2006年) - 于第17集和黄德刚离婚 (2006年) - 于第18集与陈珍好、何大先穿越时空，回到2016年 - 于第20集造成了Eddy和黄德刚死亡和刘凯芹半身瘫痪，也无法阻止父亲自杀 (2016年) - 于第20集穿越时空回到2006年，悬念结局 |
| 陈邦鋆 | 何大先 | 大炮先、死大炮先 - 勤杂工 (2016和2006年) - 网络服装店公司创办人 (2016年) - 陈珍好之丈夫 - 何梓俊之父 - 李秀美之子 - 何小琪之哥哥 - 于第1集为了帮朋友而遭大耳聋殴打（2016年） - 于第2集把结婚戒指当掉去进货，后被骗进了批假货 (2016年) - 于第4集救下陈珍珠，导致自己扭伤脚 (2006年) - 于第6集救了被流氓围攻的陈珍好 (2006年) - 于第9集透露自己和陈珍好、霍希文穿越时空，回到2006年 - 于第12集和陈珍好分手 (2006年) - 于第13集为了救陈珍好而与霍希文发生交通意外，摔断右腿 (2006年) - 于第15集被Ivan袭击 (2006年) - 于第18集和陈珍好、霍希文穿越时空，回到2016年，得了前列腺癌症 - 于第19集和陈珍好复合 (2016年) - 于第20集经历两次复发，无法阻止霍希文穿越时空回到2006年，悬念结局                                          |
| 黃俊雄 | 黄德刚 | 本剧后期大反派 - Zee & Zee总裁 (2016年) - 洁雅贸易旗下员工 (2006年) - 房地产公司总裁 (2016年) - 黄鸿涛之养子 - 霍希文之丈夫、後離婚(2016年) - 为了利益不择手段 - 与刘凯芹有一子、後为刘凯芹丈夫(2016年) - 于第2集利用Mr Teo去入股霍志永的公司，后被霍志永发现 (2016年) - 于第4集和霍希文分手 (2006年)，并因收取贿赂而被公司开除 - 于第5集阻止黄鸿涛袭击的霍希文，并故意导致霍希文车的轮胎爆胎 (2006年) - 于第6集帮霍希文挡馊水 (2006年) - 于第18集和刘凯芹结婚，并生下Eddy (2016年) - 于第20集因被花瓶打中导致失血过多至死 (2016年) |

### 何家
| 演员   | 角色   | 介绍 |
| 洪慧芳 | 李秀美 | - 何大先、何小琪之母 - 陈珍好之家婆 - 何梓俊之奶奶 - 于第3集被发现陈珍好为她申请赌场禁止令，但惠玲帮她买游船票而让她继续赌 (2016年) - 于第9集患上了急性肾衰竭 (2006年) - 于第11集在被大耳窿追债时坠楼身亡 (2006年) |
| 陈邦鋆 | 何大先 | 大炮先、死大炮先 - 参见主要演员 |
| 瑞恩   | 陈珍好 | - 参见主要演员 |
| 胡佳嬑 | 何小琪 | - 何大先之妹 - 李秀美之女 |
| 陈凯轩 | 何梓俊 | - 何大先、陈珍好之子 (2016年) - 患有过动症 |

### 霍家
| 演员   | 角色   | 介绍 |
| 李文海 | 霍志永 | - 洁雅贸易创办人 (2006年) - 曾婉洁之夫 - 霍希文之父 - 黄德刚之岳父 - 于第3集破产，服毒自杀身亡 (2016年) - 于第18集患失智症 (2016年) - 于第20集因黄德刚要收购屋子而自杀身亡 (2016年) |
| 林梅娇 | 曾婉洁 | - 霍志永之妻 - 霍希文之母 - 黄德刚之岳母 - 因黄德刚带霍希文离家出走，而中风身亡 (2006年) - 于第16集因得知黄德刚与刘凯芹的外遇而中风身亡 (2006年)                                    |
| 蔡琦慧 | 霍希文 | - 参见主要演员 |

### 陈家
| 演员   | 角色   | 介绍 |
| 陈凤凌 | 陈珍珠 | - 珍珍甜品店创办人 (2016年) - Ivan之妻子，后离婚 - 陈珍好之姐姐 - 文芳之母 - 患有忧郁症 (2016年) - 因跌下楼梯而瘸脚，因此Ivan才会和她离婚（2016年） - 于第4集因陈珍好阻止和何大先相救而没有跌下楼梯，因此没变瘸脚（2006年） |
| 瑞恩   | 陈珍好 | 女神、女神经病 - 参见主要演员 |
| 许抒宁 | 文芳   | - Ivan、陈珍珠之女 - 陈珍好之侄女 |

### 黄家
| 演员   | 角色   | 介绍 |
| 黃俊雄 | 黄德刚 | - 参见主要演员 |
| 李美玲 | 刘凯芹 | - 霍希文之好友 - 黄德刚之外遇对象 (2006年)、後为妻子并生下Eddy (2016年) - 于第20集，因意外而变成半身瘫痪 (2016年) |
| 张俊豪 | Eddy   | - 黄德刚和刘凯芹之儿子 (2016年) - 于第20集，哮喘发作而死 (2016年)                                                 |

### 客串
| 演员   | 角色       | 介绍 |
| 有懿   | 惠玲       | - 网络服装店公司创办人 (2016年) - 暗恋何大先 |
| 林宇中 | 林森       | - 连锁餐馆老板 - 暗恋霍希文 - 于第12集因喝醉酒而意外和陈珍好发生关系 (2006年) |
| 盧佳俊 | 大耳窿     | - 于第1集因何大先和阿B欠他们五百元的债而绑架他们 (2016年) |
| 郭锦荣 | 大耳窿     | - 于第1集因何大先和阿B欠他们五百元的债而绑架他们 (2016年) |
| 林秀莲 | 美花       | - 何大先、陈珍好楼下的邻居 (2016年) |
| 刘慧娴 | Flora      | - 黄德刚之外遇对象 (2016年) - 于第3集对于跌下斜坡的霍希文弃之不理，导致其流产 (2016年) |
| 陈斯伦 | Andy       | - 霍希文之敌人 - 因黄德刚打压而破产 (2016年) - 于第1集拿刀威胁霍希文 (2016年) - 于第3集在与霍希文纠缠时，意外把她推下斜坡 (2016年)                                                            |
| 刘晋旭 | 阿B        | - 何大先之好友，在咖啡店工作 |
| 叶进华 | 五金店老板 | - 何大先在五金店买东西的老板 |
| 刘峻宏 | Ricky      | |
| 苏才忠 | Mr Teo     | - 黄德刚之下属 (2016年) |
| 孙艺恩 | 小文芳     | - 童年时期的文芳 (2006年) |
| 陸韦杰 | Alex       | - 陈珍好之相亲对象 (2006年) |
| 卢冠耀 | Eric       | - 洁雅贸易旗下员工 (2006年) |
| 洪国锐 | 黄鸿涛     | - 保安人员 - 黄德刚之养父 - 于第5集因不忿被开除，拿砖块袭击霍希文，后被黄德刚阻止 (2006年) |
| 叶进平 | 负责人     | |
| 郑扬溢 | 流氓A      | - 于第5集企图抢劫李秀美在大彩赢到的现金，却被陈珍好阻止，召集其它三位流氓围攻陈珍好 (2006年) - 于第6集何大先救陈珍好，追不到他们 (2006年)                                                     |
| 林伟文 | Ivan       | 本剧超级大反派 - 陈珍珠之丈夫，后离婚 - 陈珍好之姐夫 - 文芳之父 - 小娜之外遇对象，育有一年大的儿子 (2006年) - 于第14集搬回陈家，企图敲诈陈珍珠 (2006年) - 于第15集袭击陈珍好与何大先 (2006年) |
| 黎嘉希 | 小娜       | - Ivan之情妇，育有一年大的儿子 (2006年) |
| 王昌黎 | 钟先生     | - Look & Love总经理 (2006年) - 于第7集把独家代理权交给洁雅贸易 (2006年) |
| 陈玲玲 | 医生       | - 陈珍好在诊所看的医生 (2006年) |
| 颜儿   | Rachael    | - 林森在酒吧的朋友 (2006年) |
| 蔡雪婷 | Alisa      | - 林森在酒吧的朋友 (2006年) |
| 杉玲   | 美女       | - 黄德刚在酒吧的一位小姐 (2006年) |
| 何培斌 | 阿德       | - 霍志永与曾婉洁的35周年结婚纪念典礼食物供应商的员工，因为他的粗心大意而被主管开除 (2006年) - 于第9集拿刀企图对曾婉洁报复，却被黄德刚挡住 (2006年)                                            |
| 陈瑞民 | 主管       | - 霍志永与曾婉洁的35周年结婚纪念典礼食物供应商的主管 (2006年) |
| 陈赤豪 | 大耳窿     | - 于第10集因李秀美欠股票的债而威胁何家 (2006年) - 于第11集因陈珍好报警而追李秀美的债，害死了李秀美 (2006年)                                                                                   |
| 譚丽芳 | 萍姐       | - 霍家家庭帮佣 (2006和2016年) |
| 林志强 | 男医生     | - 何大先在医院看的男医生 (2016年) |
| 苏仪珍 | 女医生     | - 陈珍好在医院看的女医生 (2016年) |
| 林伟德 | 律师Kevin  | - 代表黄德刚的律师，于第18集通知霍希文屋子将会被收购 (2016年) |
| 周叙丰 | 绑匪A      | - 于第19集在霍希文的指定下，绑架刘凯芹与Eddy (2016年) |
| 梁人中 | 绑匪B      | - 于第19集在霍希文的指定下，绑架刘凯芹与Eddy (2016年) |

## 軼事
- 这是黃俊雄首次饰演大反派角色。[5][6]
- 这是瑞恩首次演安娣，牺牲色相，穿肥胖服，素颜上阵。[7][8]
- 此剧是李美玲与新传媒申请部头合约后首次为新传媒拍摄的作品。[9]

## 评论
Toggle记者Joanna Goh为以往的电视剧作出评论。值得一提的是与以往的穿越剧不同，呈现角度新鲜，让观众思考重要的生活琐事。瑞恩饰演的“陈珍好”、主题曲《最美的时光》也受到好评，瑞恩、陈邦鋆饰演银幕情侣默契十足。只不过，黃俊雄和蔡琦慧的亲密戏有一点尴尬，也觉得黃俊雄和李美玲比较有默契。Joanna也对“黄德刚”的下场和结尾作出批评。

## 註明
1. ↑  邓永君. . Toggle. 2016年5月18日  [2016年5月18日]. （原始内容存档于2016年5月30日）.
2. ↑  . Toggle. 2016年5月17日  [2016年5月18日]. （原始内容存档于2016年5月30日） （英语）.
3. ↑  . 今日报. 2016年5月17日  [2016年5月18日]. （原始内容存档于2016年5月21日） （英语）.
4. ↑  . 今日报. 2016年5月30日  [2016年5月30日]. （原始内容存档于2016年5月31日） （英语）.
5. ↑  邓永君. . Toggle. 2016年5月20日  [2016年5月22日]. （原始内容存档于2016年5月30日）.
6. ↑  . Toggle. 2016年5月20日  [2016年5月22日]. （原始内容存档于2016年5月22日） （英语）.
7. ↑  . Toggle. 2015年11月3日  [2015年11月5日]. （原始内容存档于2015年11月5日）.
8. ↑  . Toggle. 2015年11月3日  [2015年11月5日]. （原始内容存档于2015年11月8日） （英语）.
9. ↑  . Toggle. 2015年11月13日  [2015年11月15日]. （原始内容存档于2015年11月17日） （英语）.
10. ↑  . Toggle. 2016年6月28日  [2016年8月6日]. （原始内容存档于2016年8月2日） （英语）.

## 電視節目的變遷
| 新加坡 新傳媒8頻道 星期一至五 21:00 - 22:00 2016.06.09改为21:07 - 22:00   | 新加坡 新傳媒8頻道 星期一至五 21:00 - 22:00 2016.06.09改为21:07 - 22:00 | 新加坡 新傳媒8頻道 星期一至五 21:00 - 22:00 2016.06.09改为21:07 - 22:00 |
| ------------------------------------------------------------------------- | ----------------------------------------------------------------------- | ----------------------------------------------------------------------- |
|                                                                           | 十年…你还好吗？ （2016.05.31 - 2016.06.27）                             |                                                                         |
| 真探 （2016.04.28 - 2016.05.30）                                          | 絕世好工 （2016.06.28 - 2016.08.08）                                    |                                                                         |
| 星期一至五 17:30 - 18:30                                                  |                                                                         |                                                                         |
| 钱来运转 志在四方2 （2017.02.09 - 2017.03.24）                            | 十年…你还好吗？ （2017.03.24 - 2017.04.21）                             | 真探 （2017.04.24 - 2017.05.25）                                        |
| 星期六至日 16:30 - 18:30                                                  |                                                                         |                                                                         |
| 真探 （2018.10.14 - 2018.11.25） 廉政行動2016 （2018.11.25 - 2018.12.02） | 十年…你还好吗？ （2018.12.08 - 2019.01.06）                             | 愛要怎麼說 （2019.01.12 - 2019.03.02)                                   |
| 星期一 00:00 - 02:00                                                      |                                                                         |                                                                         |
| —                                                                         | 十年…你还好吗？ （2023.01.01 - 2023.03.12）                             | —                                                                       |

| 马来西亚 ntv7 星期一至四 21:30 - 22:30   | 马来西亚 ntv7 星期一至四 21:30 - 22:30                     | 马来西亚 ntv7 星期一至四 21:30 - 22:30 |
| ---------------------------------------- | ---------------------------------------------------------- | -------------------------------------- |
|                                          | 十年…你还好吗？ （2016.08.16 - 2016.09.19）                |                                        |
| 爱丽丝历险记 （2016.07.04 - 2016.08.15） | 圆满爱上你 （2016.09.20 - 2016.10.26）后接信约：我们的家园 |                                        |